# Michèle Laroque

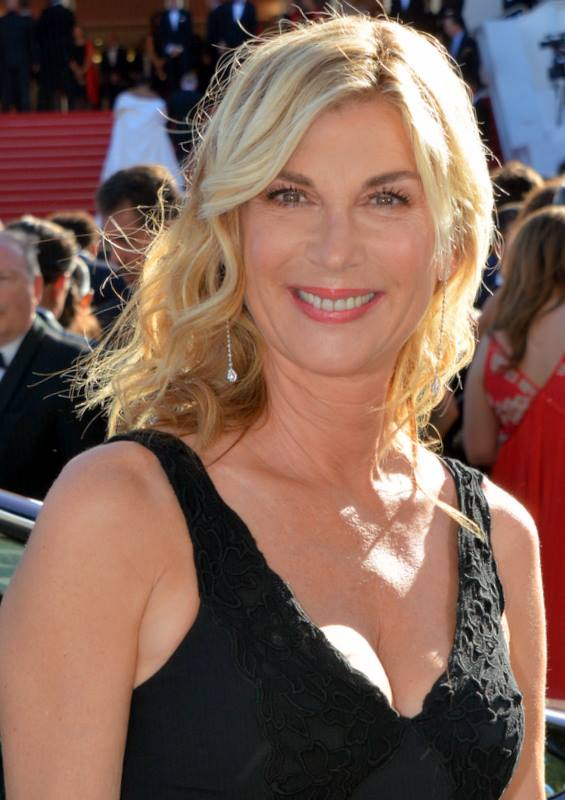
Michèle Laroque (2017)

Michèle Laroque (* 15. Juni 1960 in Nizza) ist eine französische Schauspielerin, Drehbuchautorin und Filmregisseurin.

## Leben
Michèle Laroque, die im Alter von 18 Jahren nach einem schweren Verkehrsunfall lange im Koma lag, wurde 1998 durch ihre Rolle der Claire Droste in der schwarzhumorigen Filmkomödie Serial Lover – Der letzte räumt die Leiche weg international bekannt. Zwei Jahre zuvor war sie auch im erfolgreichsten französischen Film des Jahres, der Schwulenkomödie Auch Männer mögen’s heiß! (1996), neben Fanny Ardant und Richard Berry zu sehen. Für die Filmkomödie Ein Mann sieht rosa (2000) stand sie gemeinsam mit Daniel Auteuil und Gérard Depardieu vor der Kamera.
Laroque engagiert sich in der Schwulenrechtsbewegung. Zwei ihrer drei Schwestern wohnen in Leverkusen. Mit einer ihrer Nichten stand Laroque bei dem Film Comme t’y es belle! vor der Kamera.
Laroque ist die Lebensgefährtin des ehemaligen französischen Finanzministers François Baroin und verlegte nach dessen Amtseinführung Ende Juni 2011 ihren bisherigen Wohnsitz von Nevada zurück nach Frankreich.

## Filmografie
- 1983: The Hitchhiker (TV-Serie)
- 1990: Der Mann der Friseuse (Le mari de la coiffeuse)
- 1991: Tolle Zeiten (Une époque formidable…)
- 1992: Die Krise (La crise)
- 1992: Max und Jeremy (Max & Jeremie)
- 1993: Paranoïa (Kurzfilm)
- 1993: Die Kindheit des Sonnenkönigs (Louis, enfant roi)
- 1993: Tango Mortale (Tango)
- 1993: Kommissar Navarro (Navarro, TV-Serie, eine Folge)
- 1994: Die dreifache Locke (Chacun pour toi)
- 1994: Überdreht und durchgeknallt (Personne ne m’aime)
- 1994: Die kleinen Freuden des Lebens (Aux petits bonheurs)
- 1995: Aus dem Tode geboren (Le nid tombé de l’oiseau)
- 1995: Herzdame (Une femme dans mon cœur)
- 1996: Nelly & Monsieur Arnaud
- 1996: Death in Therapy
- 1996: Fallait pas!…
- 1996: The Best Job in the World
- 1996: Auch Männer mögen’s heiß! (Pédale douce)
- 1997: Mein Leben in Rosarot (Ma vie en rose)
- 1998: Die Mauer (Le mur)
- 1998: Serial Lover – Der letzte räumt die Leiche weg (Serial Lover)
- 2000: Épouse-moi
- 2000: Ein Mann sieht rosa (Le placard)
- 2001: L’oiseau rare
- 2001: J’ai faim!!!
- 2003: Gleichstellung (La chose publique)
- 2004: Malabar Princess
- 2006: Trautes Heim, Glück allein (La Maison du Bonheur)
- 2006: Kleine Lügen, große Liebe (Petits secrets et gros mensonges)
- 2006: Comme t’y es belle!
- 2006: L’entente cordiale
- 2007: En marge des jours
- 2007: Ein Nachbar zum Verlieben? (The Neighbor)
- 2008: Endlich Witwe (Enfin Veuve)
- 2009: Dans tes bras
- 2009: Oskar und die Dame in Rosa (Oscar et la dame rose)
- 2011: Monsieur Papa
- 2012: Moi à ton âge! (Fernsehfilm)
- 2014: Un fils (Fernsehfilm)
- 2016: Das Gespenst von Canterville (Le fantôme de Canterville)
- 2016: Diabolique
- 2016: Camping 3
- 2017: Elles s’aiment depuis 20 ans (Fernsehfilm)
- 2017: Alibi.com
- 2017: Verrückt nach Cécile (Embrasse-moi!)
- 2017: Chouquette
- 2018: Meine wunderbare Scheidung (Brillantissime)
- 2019: Premier de la classe
- 2019: Joyeuse retraite!
- 2020: Hilfe, die Kinder sind zurück! (Chacun chez soi)
- 2021: Alors on danse
- 2022: Ils s’aiment... enfin presque! (Fernsehfilm)
- 2022: Ténor
- 2022: Joyeuse retraite! 2
- 2022: Belle & Sebastian – Ein Sommer voller Abenteuer (Belle et Sébastien: Nouvelle génération)
- 2023: Die Studentenvertretung (BDE)
- 2023: 3 jours max
- 2023: Filles du Feu (TV-Serie)
- 2023: French Roulette – Kampf um Agnès (Tout pour Agnès, TV-Serie)
- 2024: Karaoke – Ein ungleiches Paar (Karaoké)
- 2024: L'heureuse élue
- 2025: Flitterwochen mit meiner Mutter (Lune de miel avec ma mère)
- 2025: 100 Millions!
- 2025: Die guten und die besseren Tage (Des jours meilleurs)

## Auszeichnungen
- 1993: Nominierung für den César in der Kategorie Beste Nebendarstellerin für Die Krise